# 波罗的海国家
波羅的海國家（英語：Baltic states）又稱波羅的海三國，是指波羅的海東岸的愛沙尼亞、拉脫維亞和立陶宛三國，因其地理和歷史具有很大的相似性，並且三國經常在眾多政府間組織內進行區域層面上的整體合作，故在國際上經常將其一起稱呼。本術語不用於民族、語言、或政治認同，因為拉脫維亞和立陶宛的大多數人是波羅的人，而愛沙尼亞的大多數人是波羅的芬蘭人。
波羅的海三國均是北約、經合組織、歐盟、波羅的海國家理事會、歐洲委員會、聯合國、國際貨幣基金組織、北歐投資銀行、歐洲安全與合作組織等國際機構組織的成員國，三國均加入申根公約和歐元區，屬於高收入經濟體並是較高人類發展指數國家。在2020年和2021年，爱沙尼亚是联合国安理会非常任理事国。三國同時是區域間合作組織北歐波羅的海八國創始國。

## 歷史
18世紀到20世紀，波羅的海國家都屬於俄羅斯帝國的一部分，直到三國於1918年第一次世界大戰將近結束時獨立。但在第二次世界大戰蘇德戰爭爆發前夕被蘇聯吞併。1991年蘇聯解體，三國再度獨立。

### 北方十字軍入侵
13世紀時期，信仰異教或東正教的波羅的海人和芬蘭人成爲北方十字軍入侵的目標。在立窩尼亞十字軍入侵後，由寶劍騎士團所控制的十字軍國家聖母之土在今天的拉脫維亞及愛沙尼亞南部成立。後經歷苏勒战役，寶劍騎士團大受挫敗，殘黨則加入條頓騎士團或者其下自治的立窩尼亞騎士團。愛沙尼亞北部成爲丹麥的自治領，但在14世紀中期爲條頓騎士團所購。當地的十字軍和教士皆爲德國人，這亦使波羅的海德意志人在愛沙尼亞及拉脫維亞大部分能保持強勁影響力一直至20世紀上半葉。德國人成爲當地的貴族，同時德語亦被用作通用語。

### 立陶宛王國及大公國

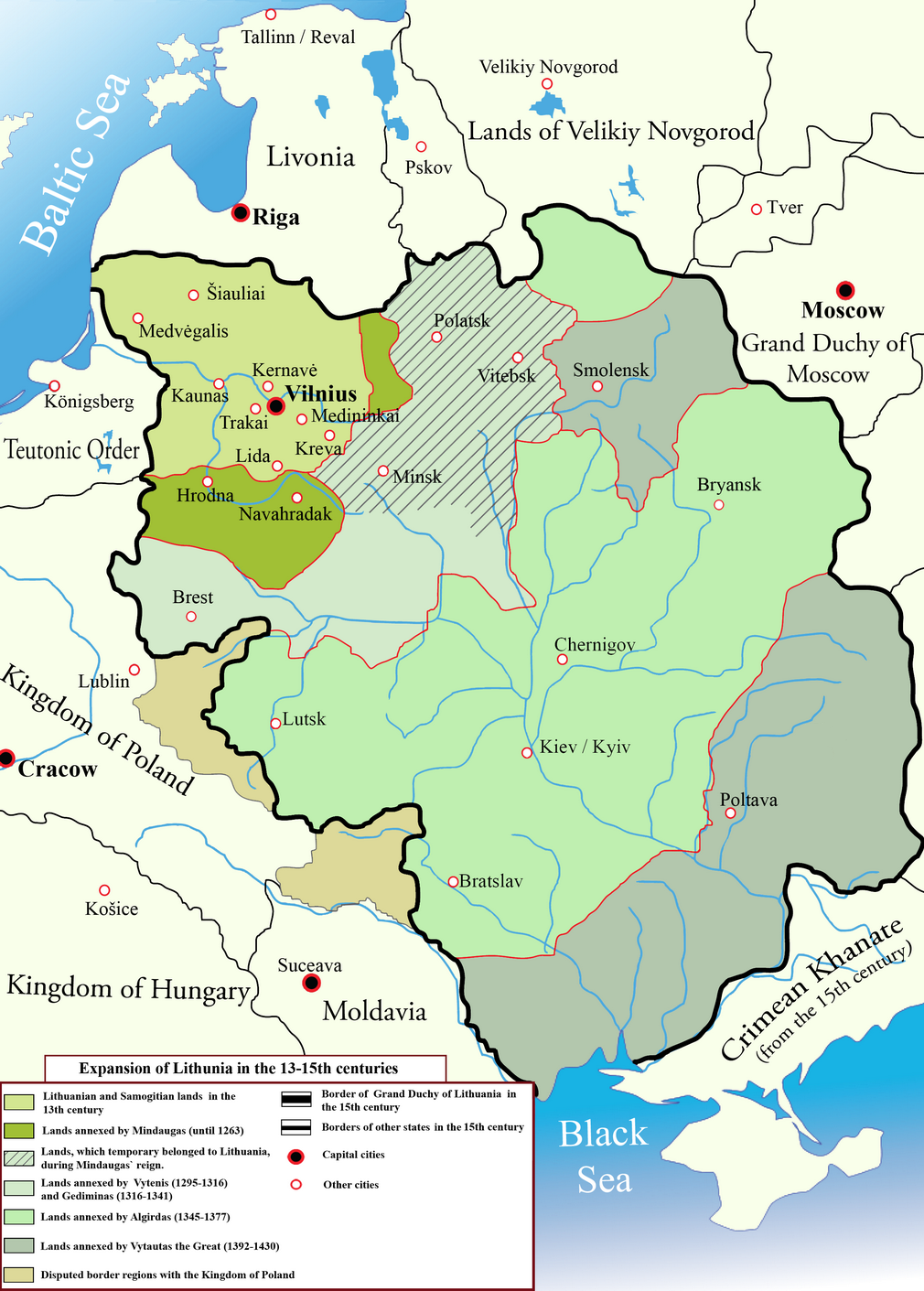
立陶宛於13-15世紀期間的領土變遷。在其巔峯時期，曾經一度成爲歐洲至大的國家

立陶宛人與其北方鄰居一樣，受到了十字軍的襲擊。但不同在於，立陶宛人成功地抵禦了外敵，並且在1251年成立了立陶宛王國，後被立陶宛大公國所繼承。立陶宛人隨後向東擴張一直到黑海。立陶宛大公國在14-16世紀期間成爲北歐及東歐最重要的地方力量。但是與條頓騎士團及莫斯科大公國的對峙使立陶宛意識到需要同盟，遂在1385年克雷沃聯合之後，立陶宛大公國和波蘭王國組成聯合王朝。1387年立陶宛開始基督化，標誌着歐洲最後一個異教國家卒之接受基督教的國教地位。在1410年格倫瓦德之戰之後，波蘭-立陶宛成爲當地主要政治與軍事力量。但來自莫斯科的威脅，使兩國於1569再整合爲波蘭立陶宛聯邦。聯邦一直存在到1795年，後遭俄羅斯帝國，普魯士王國及哈布斯堡君主國三家徹底瓜分。

### 波羅的海自治領及瑞典帝國
1558年立窩尼亞遭俄羅斯沙皇國入侵，立窩尼亞戰役爆發，戰爭一直維持至1583年。立窩尼亞境內的不同統治者尋求外國勢力幫助，導致了波蘭立陶宛，瑞典帝國及丹麥-挪威聯合王國開始干涉該地事務。結果是，1561年，立窩尼亞邦聯解散，拉脫維亞及愛沙尼亞南部的土地併入庫爾蘭和瑟米加利亞公國及立窩尼亞公國，兩國爲波蘭立陶宛聯邦的屬國。薩雷馬島併入丹麥，而愛沙尼亞北部則成爲瑞典下屬的愛沙尼亞公國。經過17世紀時期發生的衝突，立窩尼亞公國的大部分及薩雷馬島爲瑞典所控制，稱爲瑞典屬立窩尼亞。新併入瑞典的領土，以及普里奧焦爾斯克（今俄羅斯列寧格勒州西部）及英格里亞成爲瑞典自治領。立窩維亞公國剩餘的部分則成爲波蘭立陶宛聯邦的因弗蘭提省，位置爲今天拉脫維亞東部的拉特加爾地區。該地的文化屬性顯然與拉脫維亞的其他地方不同，原因在於德國貴族在該地方喪失影響力，使得當地的宗教信仰保持與波蘭立陶宛一致爲天主教，而其他地方（以及愛沙尼亞）則爲路德宗。

### 第一次俄據時代

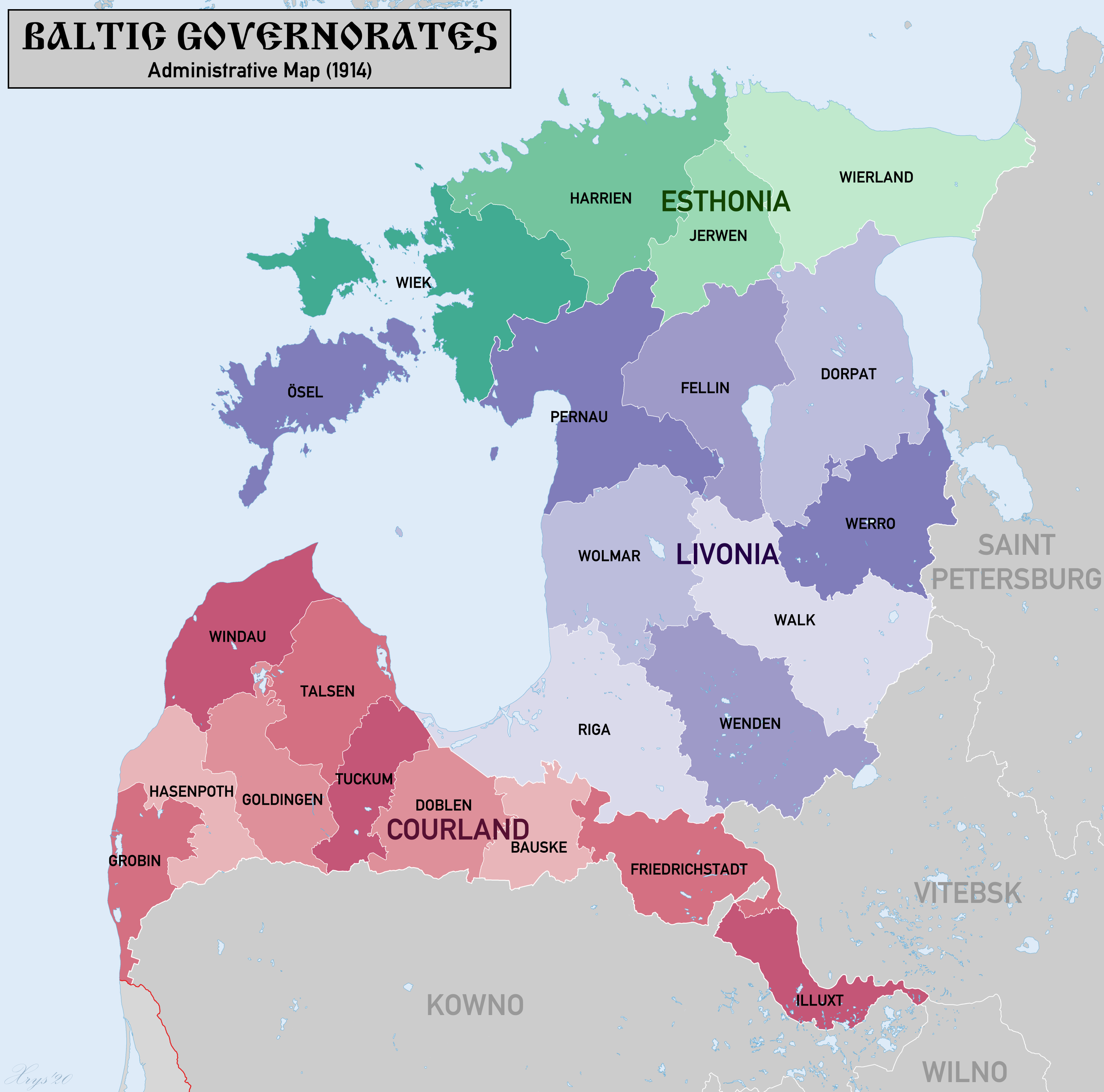
俄羅斯帝國下，波羅的海由德意志人控制的省份，今屬愛沙尼亞北部與南部，及拉脫維亞的北部。

瑞典帝國在18世紀的大北方戰爭中遭多方歐洲勢力的聯合襲擊。俄國爲了重新恢復其在波羅的海的影響力，亦加入反瑞典一方。戰爭中，俄國奪得瑞典在波羅的海東岸的所有省份。後根據尼斯塔德條約，瑞典的波羅的海自治領割予俄羅斯。同時條約規定，愛沙尼亞及立窩尼亞的波羅的海德意志人被賦予自治權，可繼續保留其財政系統，現存的海關邊境，路德宗信仰以及德文。德意志人的自治權從彼得大帝到亚历山大二世，一直被各任全俄羅斯皇帝所承認。起初， 德意志人的自治地方爲里加省及日瓦爾省（今塔林），在18世紀瓜分波蘭之後，從波蘭獲得的庫爾蘭省（今屬拉脫維亞部分），同樣被賦予德意志自治權。庫爾蘭省併入俄國後，先前兩個德意志自治省更名爲立窩尼亞省及愛斯特蘭省。俄國在19世紀90年起逐步取締德語在波羅的海城市的行政地位。
19世紀後期，愛沙尼亞及拉脫維亞民族主義高漲，在1905年俄國革命之後，逐漸形成建國思想。

### 波羅的海東岸新獨立國家
第一次世界大戰之後，“波羅的海國家”該詞開始用以描述在戰爭後從俄國獨立的波羅的海國家，不僅包含先前的自治省份，還包括拉特加爾，立陶宛及芬蘭。第一次世界大戰爆發後東線的德國軍隊在一連串攻勢佔領了帝俄的立陶宛地區，1917年9月德軍攻佔里加後開始進迫愛沙尼亞和拉脱維亞北部。隨着一戰進入尾聲，立陶宛宣佈獨立因德軍仍在境內最終只為德國的從屬國，成立由德國貴族立陶宛國王明道加斯二世領導的立陶宛王國。拉脫維亞同樣成立臨時政府，但德軍在十一天戰爭中推翻了臨時政府，建立了親德傀儡庫爾蘭和瑟米加利亞公國。而愛沙尼亞則於1917年從俄羅斯皇帝處取得自治權，不過同樣地在十一天戰爭中被德意志帝國佔領並變為傀儡。德意志帝國有意將波羅的海三國變為自己的衛星國。愛沙尼亞、拉脱維亞在德國在西線停戰及從所有佔領地、衛星國撤離後開始爆發拉脱維亞獨立戰爭和愛沙尼亞獨立戰爭，希望擺脫新成立蘇俄企圖重新收復的意圖，卒之在1920年後獲得真正的獨立。立陶宛的獨立進程亦在德國撤離後和蘇俄、波蘭搏鬥。
在兩次世界大戰戰間期，該地被認爲是俄國勢力與西歐勢力的緩衝地。
二戰前，三國都經歷了通過不流血政變而上臺的專制政府：立陶宛安塔納斯·斯梅托納（1926年12月）、愛沙尼亞康斯坦丁·佩茨（1934年3月）及拉脫維亞卡爾利斯·烏爾馬尼斯（1934年5月）。而芬蘭沒有發生類似政變，但是1918年卻爆發芬蘭內戰。

### 第二次俄據時代及德佔時期

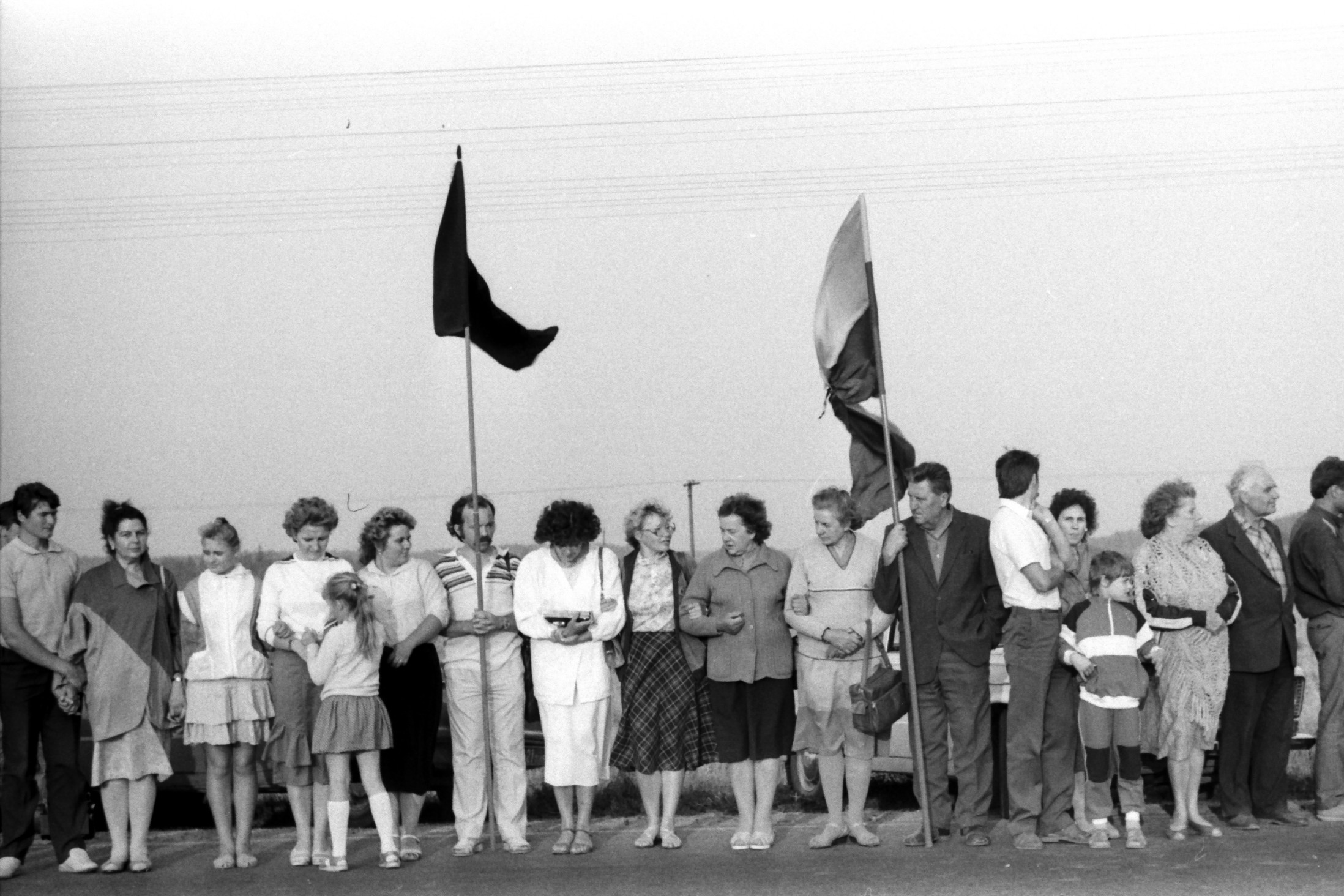
三國共計四分之一人口參與了反蘇抗議波羅的海之路。

1939年德國及蘇聯簽訂互不侵犯協議，將歐洲分割爲德國及蘇聯勢力。根據條約，蘇聯紅軍於同年9月入侵波蘭，同時迫使波羅的海三國與其簽訂互助協議，使蘇聯成功得以於當地駐軍。1940年6月，紅軍徹底佔領三國，及於當地建立親蘇傀儡政權。隨後三國舉行的議會選舉中，僅有共產黨人才有資格參選。產生的人民議會之後向蘇聯提出入聯申請，並於同年8月，愛、立、拉三國分別以蘇維埃共和國之身份加入蘇聯。
蘇聯隨後在三國實施高壓政策，壓迫、處決及驅逐成爲常態。蘇聯爲同化佔領地，將俄語立爲唯一工作語言，同時大量驅逐、流放本地人意圖改變其人口構成。1940年至1953年年間，蘇聯流放了超過20萬波羅的海人至境內其他邊遠地方，還有超過7萬人被送至勞改營。最終導致高達10%的人口被流放及勞改，史稱六月遣送。
蘇聯於波羅的海的統治於1941年被納粹德國發動蘇德戰爭所暫時終止。蘇軍在波羅的海行動無法阻止德軍的閃電攻勢而失去波羅的海三國。起初，當地人視德國人爲解放者，三國都希望能夠藉助德國重新獨立。當年的德意志帝國起碼透過條約令外界承認他們的獨立，但納粹德國非但沒有幫助獨立，反而建立了東方總督轄區以管治三國。德佔期間，由納粹黨員欣里希·洛澤總督領導的軍政府兇殘無道，當地人看清納粹真面目後，開始組織抵抗運動。超過19萬立陶宛猶太人（相當於戰前該國猶太人的95%）及近7萬拉脫維亞猶太人慘遭屠殺，但該轄區殺人如麻的總督欣里希·洛澤卻在1964年得以善終。納粹德國佔領於1944年後期蘇聯大規模反攻德國而結束（庫爾蘭則持續至45年）。在美國及英國的默許下，蘇聯再次在波羅的海國家建立政權。（參見雅爾塔會議及波茨坦協定）
蘇聯於1947年起強制於當地推行集體農業，並在1949年衝浪行動以後，完成推行。私人農場被悉數充公，農民被迫加入集體農場。後有森林兄弟等組織開展游擊戰以對抗蘇聯。抵抗行動一直持續至1953年，後被蘇聯成功鎮壓，但這段記憶，使得當地反蘇情緒已被煽動。

### 恢復獨立
20世紀80年代後期，波羅的海國家興起蘇聯抵抗運動，亦稱歌唱革命。1989年8月23日，三國共同組織抗議波羅的海之路，多達兩百萬人參與，人鏈長達600公里，接通三國首府。事件發生後，時任蘇聯共產黨總書記戈巴契夫稱“波羅的海三國脫離蘇聯已不可避免”。立陶宛於1990年3月11日率先宣佈獨立，隨後引發多米諾效應，其他加盟國紛紛響應，成為蘇聯解體的導火索。而蘇聯國務委員會於1991年9月6日承認三國獨立，蘇聯解體後，身為繼承國的俄羅斯於1993年8月起開始從三國撤軍。1994年8月，最後一批俄羅斯駐軍撤離。Skrunda-1爲俄羅斯部署在波羅的海最後的軍事雷達，最後亦於1998年8月正式停止運行。

### 現況
波羅的海三國位於北歐，並且由於靠海，因此與其他歐洲國家交通發達。三國均實行議會式民主制。拉脫維亞及愛沙尼亞的總統由議會選出，而立陶宛則實行半總統制，總統由普選產生。三國均爲歐盟及北約成員。
三國皆宣稱本國恢復1918至1940年間所享的獨立，並且強調冷戰期間蘇聯在當地統治屬非法入侵及吞併。
美國，英國，及多數西方國家亦持相同觀點，則蘇聯於當地的政權不義不法，以及至少在官方層面上，拒絕承認波羅的海三國爲蘇聯組成部分。但亦有例外：澳大利亞工黨政府曾於1974年承認蘇聯對波羅的海國家的主權，但被澳大利亞議會推翻；而瑞典政府則是西方陣營中少有的承認蘇聯於三國統治合法的國家。
獨立後，融入西歐成爲三國主要戰略目標。2002年，三國一共申請成爲北約及歐盟成員國，並於2004年3月29日爲北約所接受，及2004年5月1日被納入歐盟。三國爲前蘇聯各加盟國中，唯一自始至終拒絕加入獨聯體的國家。

## 區域合作
三國獨立後，各自外交長官與北歐國家的外交長官建立起了個人友情。隨後三國與北歐五國成立波羅的海國家理事會。
1994年至2004年年間，波羅的海自由貿易區的主要目標是幫助三國融入歐洲，而非推動三國間的區域貿易交流。三國亦對融入歐洲單一市場表達出更強的興趣。
現時三國間保持多方面的合作。1991年11月8日，三國各自派出15-20名議員組成波羅的海會議以加強三國間的議會間合作。
相對歐洲其他區域組織，例如北歐理事會或維謝格拉德集團，波羅的海的國際組織合作程度偏低。原因可能爲三國剛獲獨立不久，因珍惜來之不易的獨立而保持一定戒心。愛沙尼亞甚至一直試圖加入北歐隊列而疏遠另外兩國，但是依然保持與親密的區域內合作。
三國皆爲新漢薩同盟成員國。該組織致力建立歐盟內北歐國家的共同財政地位。

## 經濟
脫離蘇聯後三國都進行了市場經濟改革，但亦面臨着一些共同問題：高通脹，高失業率，經濟增長低迷以及政府高債率。邁入千禧年後，三國經濟逐漸恢復穩定增長。2004年三國都加入了歐盟。入歐後，三國皆面臨來自歐盟方面更加嚴格的經濟要求。（馬城條約及穩定與增長協定）
三國均加入申根公約和歐元區，屬於高收入經濟體並是較高人類發展指數國家。
愛沙尼亞於2011年1月開始使用歐元，拉脫維亞爲2014年1月，立陶宛爲2015年1月。

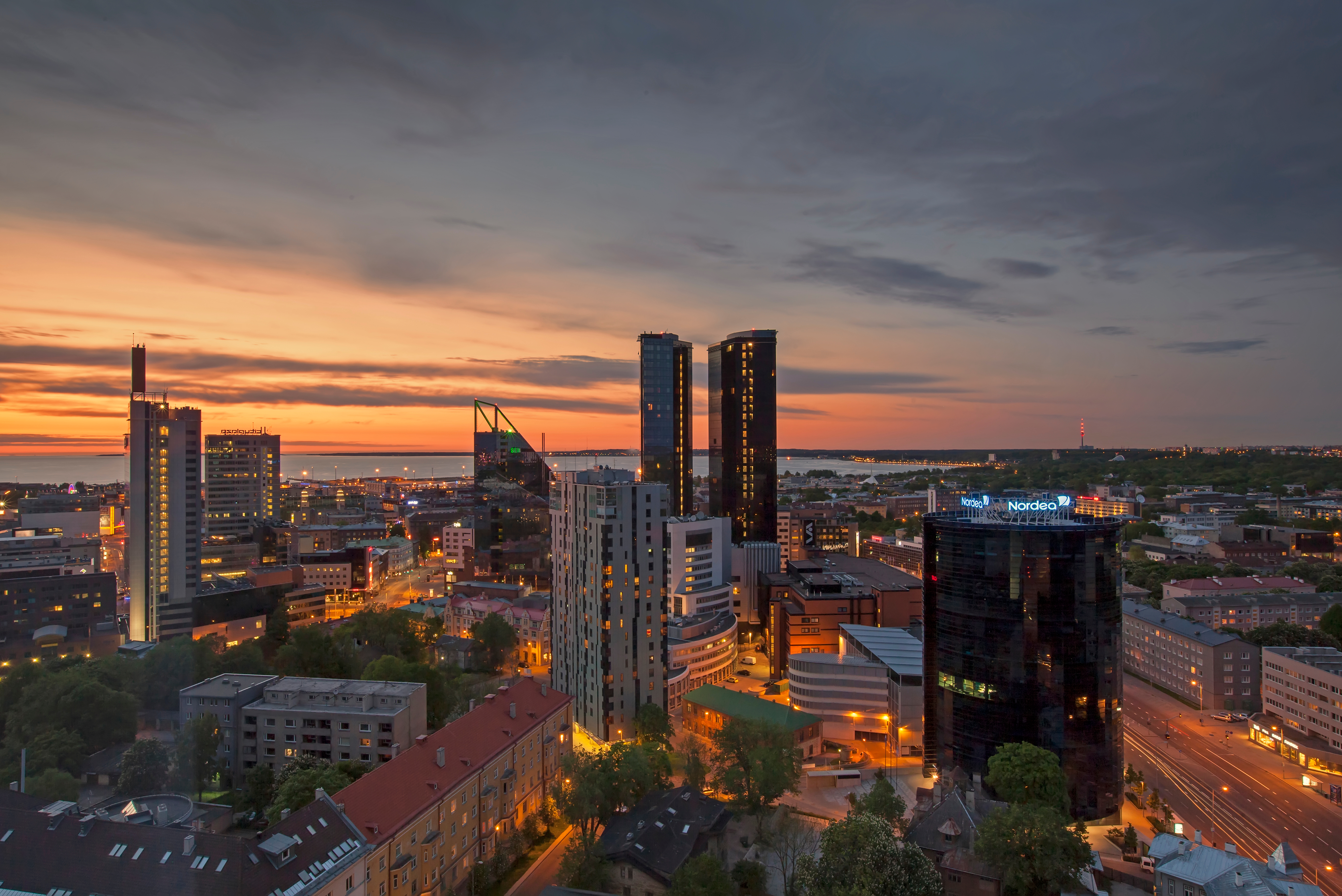
愛沙尼亞首都塔林

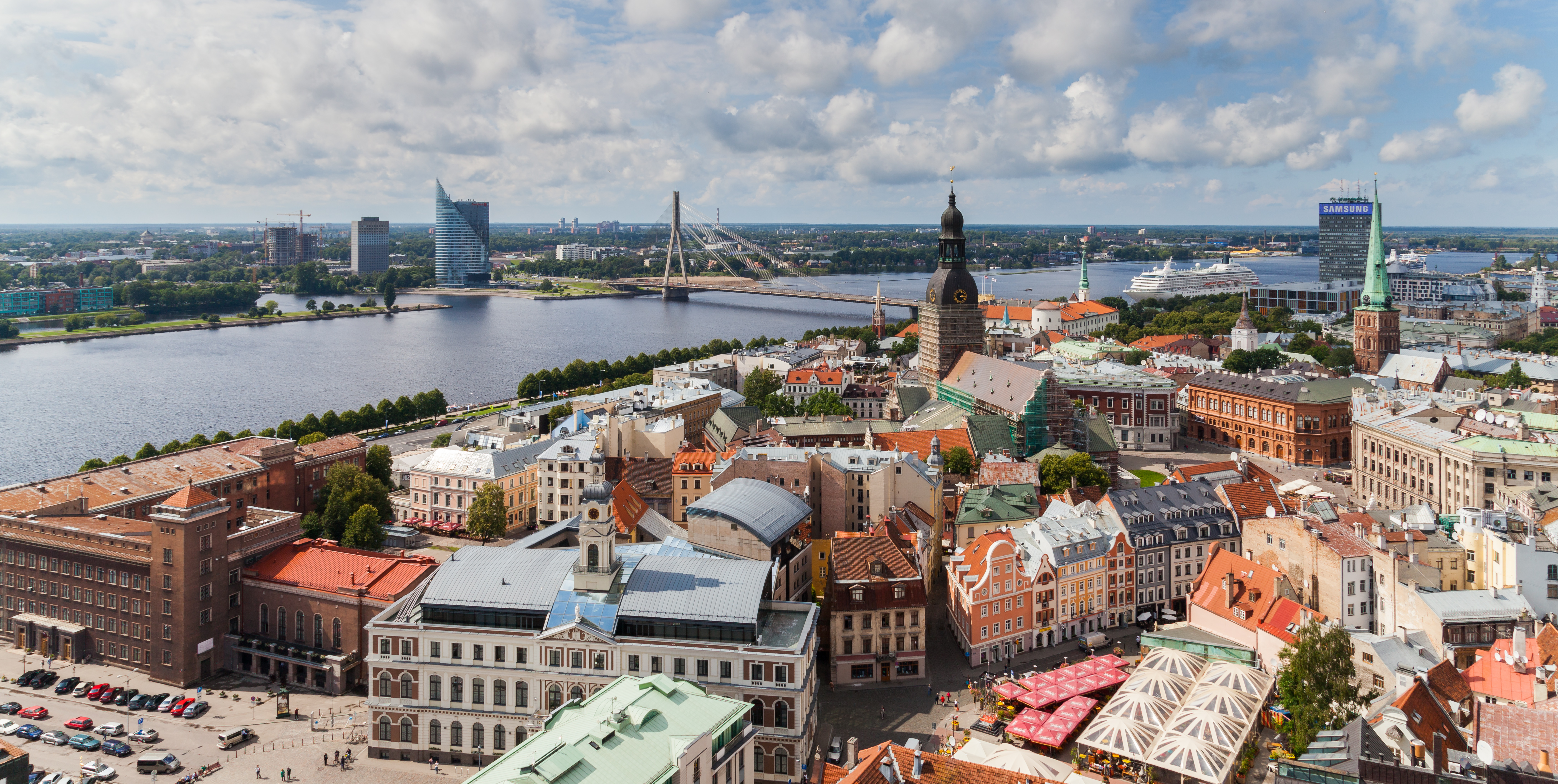
拉脫維亞首都里加

## 文化

### 民族
愛沙尼亞人屬於波羅的海芬蘭人，與鄰國芬蘭的主體民族芬蘭人相近。拉脫維亞人及立陶宛人則屬於印歐語系的波羅的語族。
波羅的海國家的主要民族分屬不同的基督教分支，體現出了該地區的歷史——基督教在11世紀末期傳入該地，北方瑞典勢力範圍主要信仰新教路德宗，而南部則納入波蘭勢力範圍信仰天主教，俄羅斯人及其他東斯拉夫少數民族則信仰東正教。
波羅的海地區在歷史上數度易主，依次为丹麦、瑞典、波蘭立陶宛聯邦、俄罗斯帝国、納粹德國、苏联。
至今，該地仍有數量可觀的斯拉夫少數民族，拉脫維亞有33%（其中俄羅斯人25.4%，白俄羅斯人3.3%，烏克蘭人2.2%及波蘭人2.1%），愛沙尼亞則有27.6%，而立陶宛則有12.2%（包括5.6%波蘭人及4.5%俄羅斯人）。
蘇聯期間的俄化政策使大量俄羅斯人及其他操俄語的民族遷居此地，時自今日，當日的移民政策使當地有大量的波羅的海俄羅斯人，尤其在拉脫維亞（四分之一的人口，其首都里加甚至高達一半）及愛沙尼亞（四分之一人口）。由於蘇聯時期的鐵腕政策，當地人普遍對俄羅斯積怨頗深，導致今天三國的國家認同有強烈親歐洲的傾向。

### 語言
三國語言可以分爲兩組，一組爲愛沙尼亞語，與芬蘭語同屬於烏拉語系芬蘭-烏戈爾語族芬蘭語支，而立陶宛語及拉脫維亞語則屬印歐語系波羅的語族，該兩語同時亦是該語族僅存的兩門語言。
在13世紀自第一次世界大戰之前，德語在愛沙尼亞和拉脫維亞是上層及主要學術語言。與芬蘭語一樣，愛沙尼亞語中亦有大量瑞典語藉詞；17世紀愛沙尼亞在瑞典的統治下，開始普及教育。今天，愛沙尼亞依然有瑞典語人口，不過很多在1944年蘇聯入侵愛沙尼亞之際逃往瑞典。由於語言相近，愛沙尼亞人大多精通芬蘭語，這亦與蘇聯時期當地人經常收聽芬蘭電臺有關。在商業領域，俄語亦是主要語言。
在蘇聯統治期間，俄語是三國教育體系中最主要的外語。雖然政府允許使用當地語言，同時學校亦提供本地語言課程，但是來自俄羅斯的移民很少有動力去學習當地語言，因此，出於日常溝通需要，本地人都會學習俄語。直至今天，三國而依然不少人會說俄語，尤其對於那些在蘇聯統治期間長大的人士，而不少俄羅斯移民甚至仍不會說當地語言。俄羅斯移民的同化問題是當地一個重要的社會學及外交議題。

### 體育
籃球是波羅的海相當受歡迎的體育項目。三國有共同的體育賽事——波羅的海籃球聯賽。三國當中數立陶宛籃球實力最強——該國曾於1999年奪冠歐洲籃球聯賽及三次奪冠歐洲籃球錦標賽。冰球在拉脫維亞亦相當流行。里加迪納摩是當地最強的冰球俱樂部，是大陸冰球聯賽的參賽球隊。足球在三國都有相當人氣，但是實力欠佳。當地球隊最有存在感的一次賽事是2004年拉脫維亞隊獲資格參加2004年歐洲足球錦標賽。三國的國家球隊自1928年起參賽波羅的海盃（Baltic Cup）。

## 一般统计
|                                    | 愛沙尼亞共和國                                         | 拉脫維亞共和國                                          | 立陶宛共和國                                      | 总计                       |
| ---------------------------------- | ------------------------------------------------------ | ------------------------------------------------------- | ------------------------------------------------- | -------------------------- |
| 國徽                               | Estonia                                                | Latvia                                                  | Lithuania                                         | 不適用                     |
| 國旗                               | 爱沙尼亚                                               | 拉脫維亞                                                | 立陶宛                                            | 不適用                     |
| 地圖                               |                                                        |                                                         |                                                   | 不適用                     |
| 首都                               | 塔林                                                   | 里加                                                    | 维尔纽斯                                          | 不適用                     |
| 独立                               | -利沃尼亚骑士团 -1918年2月24日 -恢复獨立 1991年8月20日 | -利沃尼亚骑士团 -1918年11月18日 -恢复獨立 1991年8月21日 | -直到18世纪 -1918年2月16日 -恢复獨立1990年3月11日 | 不適用                     |
| 政治制度                           | 议会共和制                                             | 议会共和制                                              | 半总统制共和国                                    | 不適用                     |
| 议会                               | 愛沙尼亞國會                                           | 拉脱维亚议会                                            | 立陶宛议会                                        | 不適用                     |
| 现任总统                           | 阿拉尔·卡里斯                                          | 埃吉尔斯·列维特斯                                       | 吉塔納斯·瑙塞達                                   | 不適用                     |
| 人口（2017年）                     | ▲1,317,797                                             | ▼1,957,200                                              | ▼2,849,317                                        | 6,124,314                  |
| 面積                               | 45,339 km² = 17,505 sq mi                              | 64,589 km² = 24,938 sq mi                               | 65,300 km² = 25,212 sq mi                         | 175,228 km² = 67,656 sq mi |
| 人口密度                           | 29/km² = 75/sq mi                                      | 31/km² = 79/sq mi                                       | 44/km² = 115/sq mi                                | 35/km² = 92/sq mi          |
| 水域面积％                         | 4.56%                                                  | 1.5%                                                    | 1.35%                                             | 2.23%                      |
| 国内生产总值（名义）总额（2017年） | $25.683 billion                                        | $30.176 billion                                         | $46.666 billion                                   | $102.525 billion           |
| 人均国内生产总值（名义）（2017年） | $19,618                                                | $15,402                                                 | $16,443                                           | $16,790                    |
| 国内生产总值（PPP）总计（2017年）  | $41.202 billion                                        | $53.467 billion                                         | $90.632 billion                                   | $185.301 billion           |
| 国内生产总值（PPP）人均（2017年）  | $31,473                                                | $27,291                                                 | $31,935                                           | $30,350                    |
| 基尼系数 (2012)                    | 33.2                                                   | 35.5                                                    | 35.2                                              | 不適用                     |
| HDI (2015)                         | 0.865 (极高)                                           | 0.830 (极高)                                            | 0.848 (极高)                                      | 不適用                     |
| 互联网ccTLD                        | .ee                                                    | .lv                                                     | .lt                                               | 不適用                     |
| 國際電話區號                       | +372                                                   | +371                                                    | +370                                              | 不適用                     |